# The Institute of Internal Auditors
IIAär en förkortning för The Institute of Internal Auditors. Detta är en icke-vinstrdrivande organisation stationerad i deltstaten Florida, USA.
IIA:s syfte är att verka för att ta fram nya regler och riktlinjer för internrevisorer att följa. 
Märk väl att externa revisorer så som de anställda inom PwC, Ernst & Young (E&Y), KPMG, Deloitte med flera har att följa legal krav kring den finansiella rapporteringen vilket inte en internrevisor har att följa då denne är anställd av företaget i vilket revisionen utförs och rapporteringen sker till aktuellt företags managementnivå.
The Institute of Internal Auditors ger ut och administrar en certifiering Certified Internal Auditor (CIA) för internrevisorer.